# Gorges de la Dordogne
Les gorges de la Dordogne sont le canyon creusé par la Dordogne, entre Bort-les-Orgues (Corrèze), en amont, et Argentat (Corrèze) en aval. Longues de plus de 80 kilomètres, elles séparent les départements de la Corrèze à l'ouest, et du Cantal à l'est.
Les gorges accueillent de nombreux ouvrages hydroélectriques, preuve de l'importance que revêt la Dordogne dans la production d'énergie, dont les principaux sont, d'amont vers l'aval :
- le barrage de Bort-les-Orgues ;
- le barrage de Marèges, construit entre 1932 et 1935 ;
- le barrage de l'Aigle ;
- le barrage du Chastang ;
- le barrage d'Argentat.

Les gorges sont incluses dans la zone spéciale de conservation (ZSC) des « Gorges de la Dordogne, de l'Auze et de la Sumène », un site d'intérêt communautaire (SIC) selon la directive habitats qui s'étend sur 4 206 hectares et treize communes.